# کاسا دل اورو (آریزونا)
کاسا دل اورو (به انگلیسی: Casa del Oro) یک منطقهٔ مسکونی در ایالات متحده آمریکا است که در آریزونا واقع شده‌است. کاسا دل اورو ۱٬۱۷۹ متر بالاتر از سطح دریا واقع شده‌است.